# Asfyxi
Asfyxi (nylat. asphyxia, av grek. nekande a och sphyxis 'puls'), pulslöshet. Ordet används numer för höggradig andnöd eller kvävning med låg syre- och hög koldioxidhalt i blodet. Asfyxi föreligger vid otillräcklig eller utebliven andning och är ofta kombinerad med dålig hjärtverksamhet. Den kan leda till mer eller mindre allvarliga skador, framför allt i hjärnan.  Asfyxi med hjärnskador som följd kan uppstå vid hotande kvävningsdöd såsom klämning av bröstkorgen, drunkning och hängnings- eller strypningsförsök.
Asfyxi kan inträffa hos fostret under senare delen av graviditeten eller under förlossningen och beror då på komplikationer, exempelvis för tidig avlossning av moderkakan, bristfällig funktion av denna eller kompression av navelsträngen. För att asfyxi hos fostret skall undvikas övervakas dess tillstånd under förlossningen. Ett barn som har varit utsatt för asfyxi kräver speciella medicinska åtgärder för att de rubbningar i ämnesomsättningen som syrebristen gett upphov till skall hävas. Asfyxigraden och eventuella åtgärder hos den nyfödde bedöms efter enligt de kriterier som svenska barnläkarföreningen har författat. 

Behandling
Tidigt i vårdförloppet är det svårt att vet om eller hur farlig syrebristen varit för barnet, skadorna kan bli allvarliga och somliga barn avlider. Forskning har påvisat att nedkylning, så kallad hypotermibehandling kan minska risken för död och hos de barn som överlever minskar risken för att drabbas av bestående hjärnskador. Om det nyfödda barnet uppfyller kriterierna för hypotermibehandling, ska behandlingen påbörjas inom barnets sex första levnadstimmar. Hypotermibehandling innebär att barnet, kontrollerat, kyls ner till 33,5°C under 72 timmar. Förutsättningarna för barnen och föräldrar att vara riktigt nära varandra förändras i och med behandlingen. Forskning har visat att föräldrar till dessa barn har en stark önskan om att få vara nära sina barn och delaktiga i den vård och omvårdnad som barnen erhåller i den utsträckning det är möjligt . Vårdpersonalen på avdelningen där barnet vårdas bör därför i möjligaste mån främja föräldra-barn närhet, närvaro och delaktighet.